# 10,4 cm Feldkanone M. 15
A 10.4 cm Feldkanone M. 15 az Osztrák–Magyar Monarchia nehéz tábori lövege volt I. világháború idején. A háborúban Olaszország az ágyúk egy részét zsákmányul ejtette, majd a háború után nekik ítélték a lövegeket. Itt a Cannone da 105/32 jelzést kapták, és átalakították őket 105 mm-essé, hogy megfeleljenek az olasz lőszereknek.
A II. világháború alatt ezek a lövegek váltak az olasz tüzérség gerincévé. Elsősorban az Észak-afrikai és az orosz fronton vetették be őket. Az a néhány löveg, amelyeket a németek zsákmányoltak az olaszoktól azok kapitulációja után 1943-ban a 10.5 cm Kanone 320(i) jelzést kapták. Az Osztrák–Magyar Monarchia utódállamaiban valószínűleg nem szolgáltak ilyen lövegek az I. világháború után.
Szállításkor általában két részre bontották szét.

### Fordítás
- Ez a szócikk részben vagy egészben  a(z)   10.4 cm Feldkanone M. 15 című angol Wikipédia-szócikk fordításán alapul.  Az eredeti cikk szerkesztőit annak laptörténete sorolja fel. Ez a jelzés csupán a megfogalmazás eredetét és a szerzői jogokat jelzi, nem szolgál a cikkben szereplő információk forrásmegjelöléseként.